# San Jerónimo (El Greco)
San Jerónimo  es una obra del Greco, realizada en 1609 durante su último período toledano. Se conserva en una de las salas del Museo Metropolitano de Arte de Nueva York.

## Análisis
San Jerónimo es uno de los santos más representados en el arte occidental, sobre todo en el Barroco. Es una de las imágenes más recurrentes en la dilatada producción artística del Greco, quien le representa aquí vestido de cardenal. 
Su figura se recorta sobre un fondo neutro y sostiene un libro abierto sobre una mesa cubierta con un tapete verde, escenario muy socorrido por el pintor (Retrato del cardenal Tavera y Retrato de Jerónimo de Cevallos). El Greco remarca la erudición y austeridad del clérigo, marcado por su ansia de sabiduría.
Un gran foco de luz provee de iluminación a toda la escena, que incluso parece anticipar el tenebrismo por su interesante juego de sombras. Los marcados pliegues de las vestiduras simulan una herencia renacentista o de Miguel Ángel, que sin embargo apunta a los primeros años del pintor en la isla de Creta.